# 짐 저스티스
짐 저스티스(James Conley Justice II, 1951년 4월 27일, 웨스트버지니아주 찰스턴 ~ )은 미국의 정치인이다.

## 학력
- 마셜대학교 예술학사
- 마셜대학교 경영학 석사

## 경력
- 2017.01 ~ 2025.01 제36대 웨스트버지니아주 주지사
- 2017.08.03 민주당 탈당 및 공화당 입당
- 2025.01 ~ 웨스트버지니아주 연방상원의원

## 가족 관계
- 배우자: 캐시 저스티스 (1975 ~ )
- 자녀: 질 저스티스, 제이 저스티스
- 형제자매: 스테파니 저스티스

## 역대 선거 결과
| 선거명      | 직책명                          | 대수  | 정당   | 득표율 | 득표수    | 결과 | 당락                           |
| ----------- | ------------------------------- | ----- | ------ | ------ | --------- | ---- | ------------------------------ |
| 2016년 선거 | 웨스트버지니아 주지사           | 36대  | 민주당 | 49.09% | 350,408표 | 1위  | 웨스트버지니아 주지사 당선     |
| 2020년 선거 | 웨스트버지니아 주지사           | 36대  | 공화당 | 63.49% | 497,944표 | 1위  | 웨스트버지니아 주지사 당선     |
| 2024년 선거 | 상원의원 (웨스트버지니아 제1부) | 119대 | 공화당 | 68.75% | 514,079표 | 1위  | 웨스트버지니아주 상원의원 당선 |

## 참고 자료
- 공식블로그
- 짐 저스티스 - X
- 짐 저스티스 - 페이스북